# لينا الصغيرة (1994 فلم)
لينا الصغيرة هو فيلم مغامرة تم إنتاجه في الولايات المتحدة وصدر في سنة 1994. من بطولة كارول تشانينج وجيلبرت جوتفريد وجون هرت.

## الميزانية والإيرادات
بلغت تكلفة إنتاج الفيلم حوالي 28 مليون دولار بينما حقق أرباحا تقدر بـ 11.3 مليون دولار.

## وصلات خارجية
- مقالات تستعمل روابط فنية بلا صلة مع ويكي بيانات